# هاري ستايلز (ألبوم)
هاري ستايلز (بالإنجليزية: Harry Styles)‏؛ هو ألبوم يحمل نفس اسم صاحبه هاري ستايلز، وهو أول ألبوم له، تم إصداره في 12 مايو 2017، من قبل كولومبيا للتسجيلات وشركة هاري للتسجيلات أركسين. و يضم الألبوم 12 أغنية بما فيهم 3 أغاني منفردة.

## قائمة أغاني الألبوم
| #   | عنوان                                       | المدة |
| --- | ------------------------------------------- | ----- |
| 1.  | "قابلنى في الرواق (Meet Me In The Hallway)" | 3:47  |
| 2.  | "علامات الزمن (Sign of the Times)"          | 5:40  |
| 3.  | "كارولينا (Carolina)"                       | 3:09  |
| 4.  | "شبحان (Two Ghosts)"                        | 3:49  |
| 5.  | "مخلوق حلو (Sweet Creature)"                | 3:44  |
| 6.  | "الملاك الوحيد (Only Angel)"                | 4:51  |
| 7.  | "كيوى (Kiwi)"                               | 2:56  |
| 8.  | "منذ نيويورك (Ever Since New York)"         | 4:13  |
| 9.  | "إمراة (Woman)"                             | 4:38  |
| 10. | "من طاولة الطعام (From The Dining Table)"   | 3:31  |

## الاغاني المنفردة
أصدر هاري أول أغنية في الألبوم و هي «علامات الزمن» في 7 أبريل 2017، و أصدر الفيديو الموسيقي لها 8 مايو 2017 قد حققت نجاحا باهر وصلت «علامات الزمن» إلى المرتبة الأولى على مخططات المملكة المتحدة والمرتبة الرابعة في الولايات المتحدة. في عام 2018 ، فازت الأغنية بجائزة BMI Pop Award ، وفاز الفيديو بجائزة Brit لأفضل فيديو فنان بريطاني لهذا العام. في عام 2021 ، صنفتها رولينج ستون في المرتبة 428 على قائمتها أفضل 500 أغنية على مر العصور.
و بعد إصدار الالبوم جعل «شبحان» أغنية مفردة بتاريخ 7 أغسطس 2017 و لم يصدر لها فيديو موسيقي لأسباب خاصة، ثم أتبعها بـ«كيوي» الذي أصبحت أغنية منفردة بتاريخ 31 أكتوبر2017 و أصدر الفيديو الموسيقي لها بتاريخ 8 نوفمبر2017.

## روابط خارجية
- هارى ستايلز على موقع ميتاكريتيك (الإنجليزية)
- هارى ستايلز على موقع أول موفي (الإنجليزية)